# Psychotria tsaratananensis
Psychotria tsaratananensis är en måreväxtart som beskrevs av Aaron Paul Davis och Rafaël Herman Anna Govaerts. Psychotria tsaratananensis ingår i släktet Psychotria och familjen måreväxter.

## Underarter
Arten delas in i följande underarter:
- P. t. pubescens
- P. t. tsaratananensis